# Richard McNamara
Richard McNamara, all'anagrafe Richard Collins McNamara (Lynchburg, 5 settembre 1915 – Roma, 1º agosto 1998), è stato un attore, doppiatore e direttore del doppiaggio statunitense attivo sia per il mercato italiano che per quello anglofono.

## Biografia
Arrivato in Italia con gli alleati durante l'ultima guerra, rimase in Italia e cominciò la sua carriera di attore negli anni cinquanta.
Successivamente trovò spazio nel cinema italiano come doppiatore in lingua italiana di personaggi americani come turisti, militari, gangster, agenti segreti e così via. Spesso lavorava anche con il suo collega Michael Tor che doppiava personaggi simili; in Mariti in città venne accreditato come Riccardo Namara. Diresse inoltre il doppiaggio in lingua inglese di molti film italiani.

## Filmografia parziale

### Doppiatore
- Il lungo, il corto, il gatto, regia di Lucio Fulci (1967)

### Attore
- La colpa di una madre, regia di Carlo Duse (1952)
- Mariti in città, regia di Luigi Comencini (1957)
- Totò nella luna, regia di Steno (1958)
- La maja desnuda, regia di Henry Koster (1958)
- Donna sola, regia di Peter Sasdy (1983)
- Giovanni Senzapensieri, regia di Marco Colli (1986)

## Doppiatori italiani
- Cesare Fantoni in Mariti in città